# رابرت کالدربنک
رابرت کالدربنک (انگلیسی: Robert Calderbank؛ زادهٔ ۱۹۵۴ (۷۰–۷۱ سال)) استاد علوم رایانه، مهندسی برق، و ریاضیات و اداره کننده ستاد اطلاعات در دانشگاه دوک است. او BSc را از دانشگاه واریک در 1975,  MSc  را از دانشگاه آکسفورد در ۱۹۷۶، و پی اچ دی را از مؤسسه فناوری کالیفرنیا، همگی در ریاضی دریافت کرد. در ۱۹۸۰ به آزمایشگاه‌های بل پیوست، و در سال ۲۰۰۳ به عنوان نایب رئیس پژوهش و از ای‌تی اند تی لبز بازنشسته شد. او به عنوان استاد مهندسی برق، ریاضی و ریاضیات محاسباتی و کاربردی به دانشگاه پرینستون و سپس در ۲۰۱۰ به عنوان دین علوم طبیعی به دوک رفت.
مشارکت‌های او در نظریه کدگذاری و نظریه اطلاعات جایزه مقاله برتر جامعه نظریه اطلاعات IEEE را در ۱۹۹۵ و ۱۹۹۹ برایش به همراه آورد. هنگام حضور آزمایشگاه‌های بل، یکی از مکتشفین کدگذاری فضا-زمان بود. او در ۲۰۰۵ به عضویت آکادمی ملی مهندسی برگزیده شد، در ۲۰۱۲ به عضویت پیوستهٔ انجمن ریاضی آمریکا درآمد، و مدال ریچارد همینگ مؤسسه مهندسان برق و الکترونیک را در سال ۲۰۱۳ برنده شد. در سال ۲۰۱۵ او برنده جایزه کلود شانون شد.
او با اینگرید دوبیشی ازدواج کرده است.